# Arnau Bargués

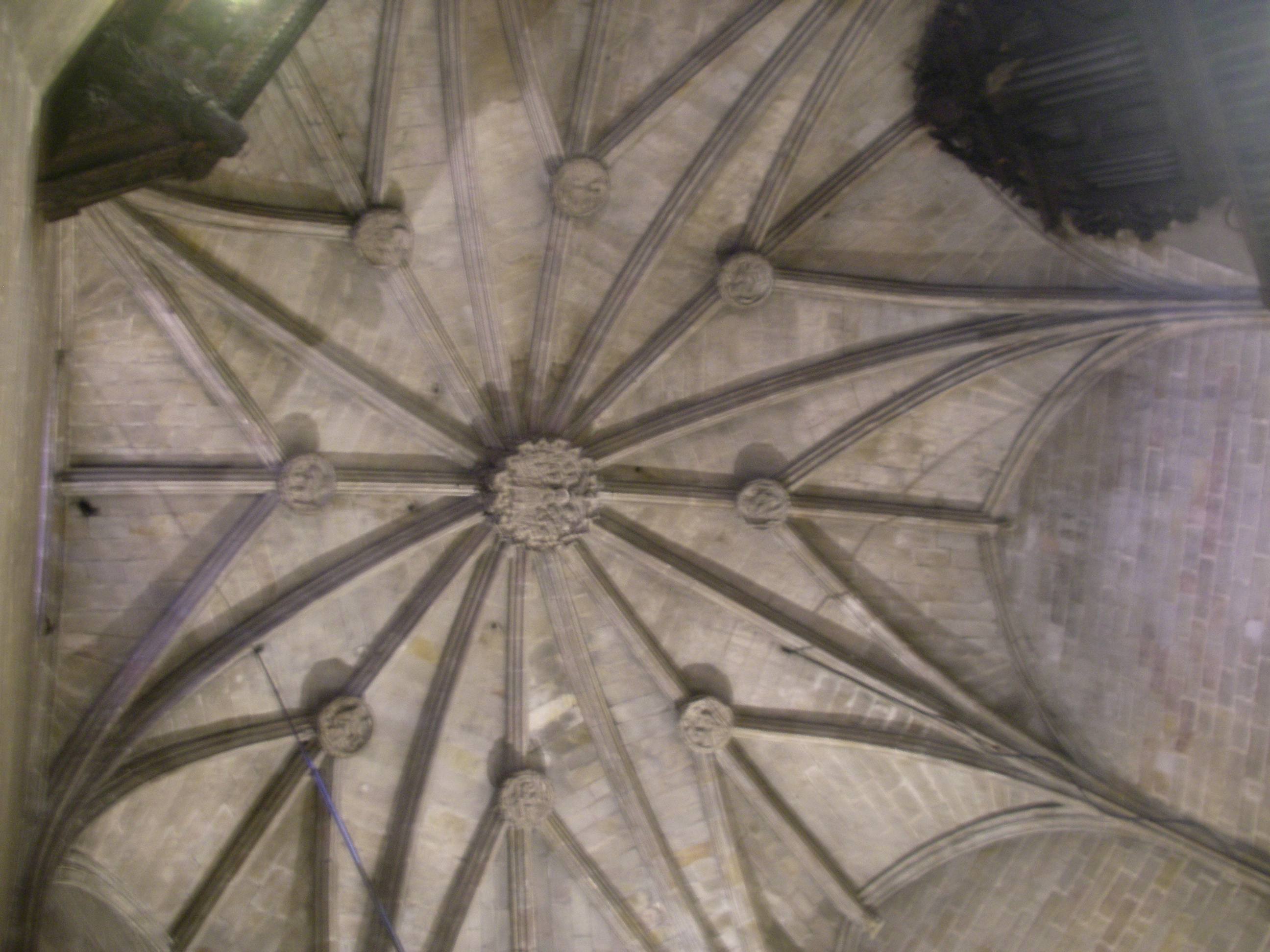
Volta de l'antiga sala capitular de la Catedral de Barcelona, actual Capella del Santíssim.

Arnau Bargués (Magister domorum Berges) va ser un mestre d'obres català del segle xv. Se'n desconeixen la data i lloc de naixença, però se sap que morí a Barcelona l'any 1413.
Tots els seus treballs es van donar a Catalunya. Aquest mestre treballava amb un bon equip d'artistes picapedrers procedents de diversos llocs: Vimbodí, L'Espluga de Francolí, Montblanc, Barcelona, Terol, Astúries, Portugal i França. Se sap que va ser un mestre molt actiu i que va participar en 1368 en una concentració d'arquitectes molt important que es va donar en la ciutat de Girona. Es va dedicar sobretot a edificis civils.

## Arquitecte a Poblet
El rei Martí I l'Humà va voler construir-se un palau dintre del recinte del monestir de Poblet, i que el mestre d'obres fos Arnau Bargués. La construcció es començà el 1397 i el 1402 encara continuaven les activitats, pel que el rei va trametre al mes de novembre un escrit a l'arquitecte encarint-li que acabessin 
| « | "… la obra de nostres cambres que aquí fets…" | » |

Però el 1406 es va suspendre la construcció sense haver-se conclòs. En aquest treball, Arnau va tenir com principal ajudant l'escultor-picapedrer François Salau. La pedra amb què va treballar tot l'equip per a la construcció del palau del rei Martí es portava de la pedrera de Tarrés, a les Garrigues.

## Altres obres
Va ser nomenat mestre d'obres de Barcelona on va construir la façana principal de l'Ajuntament (1412) d'aquesta ciutat en un fi estil gòtic.
Va dirigir les obres de la catedral des del 1397 al 1407 sent l'autor de la sala capitular. A Blanes va construir el Palau-Castell dels Cabrera

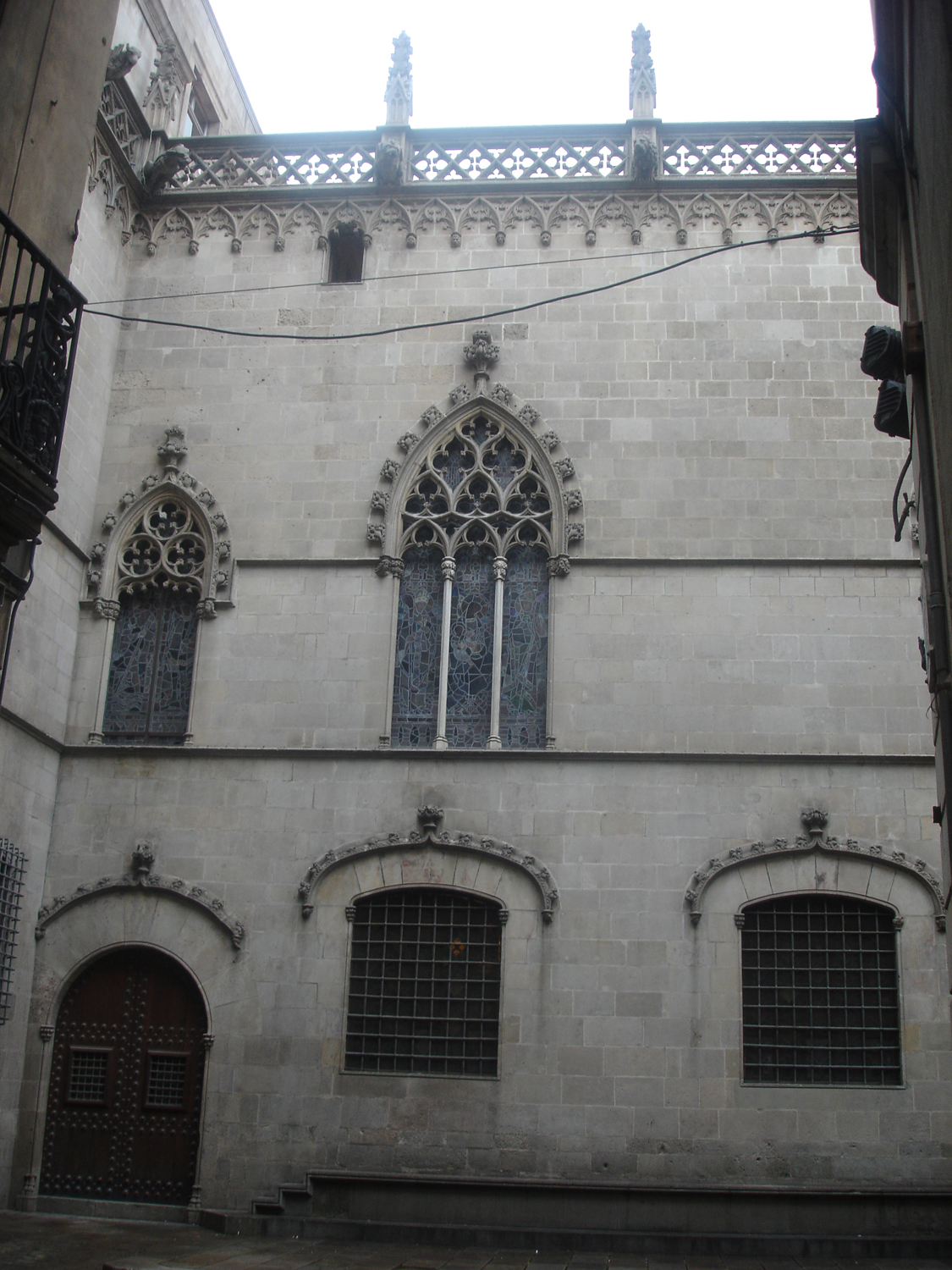
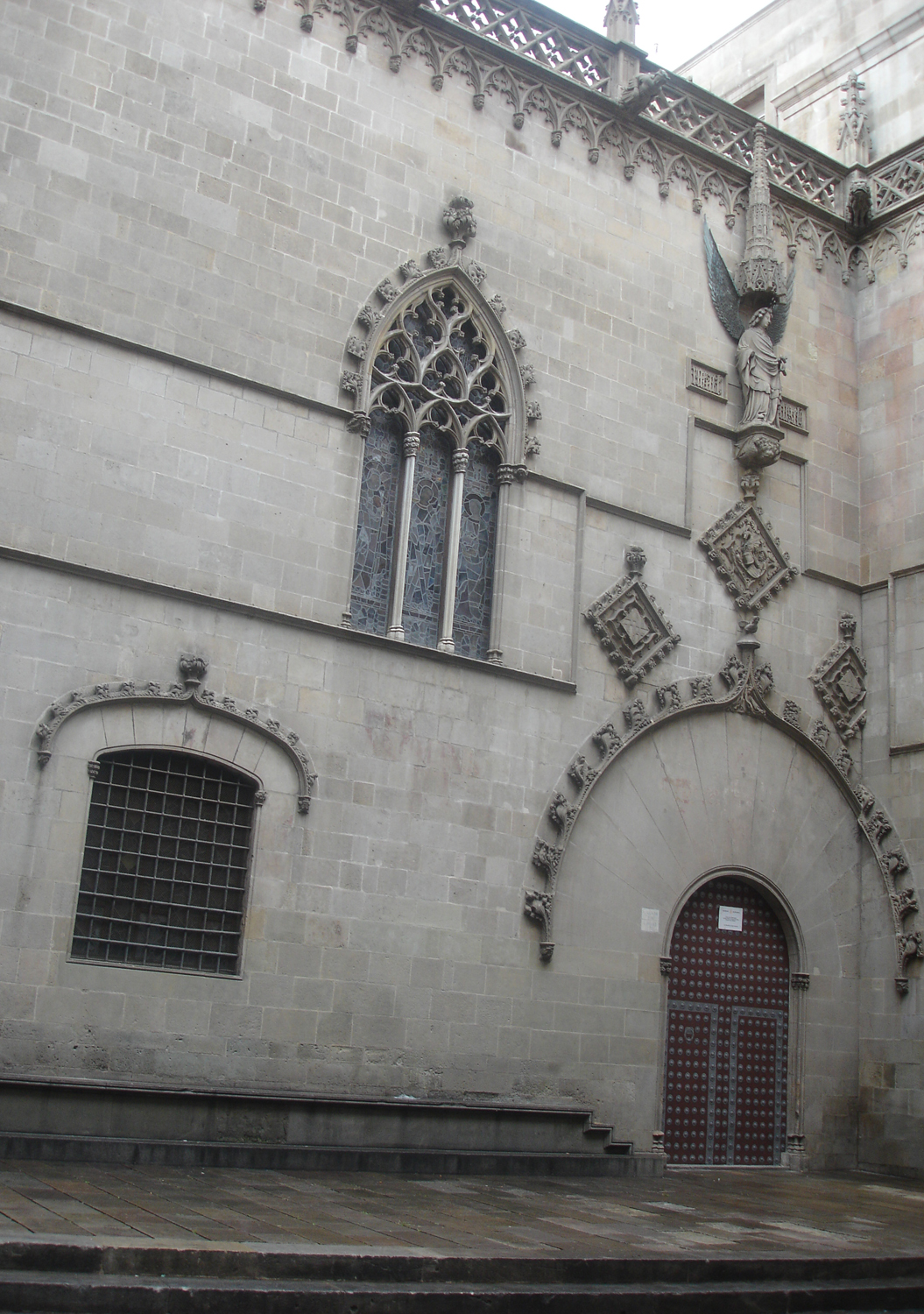
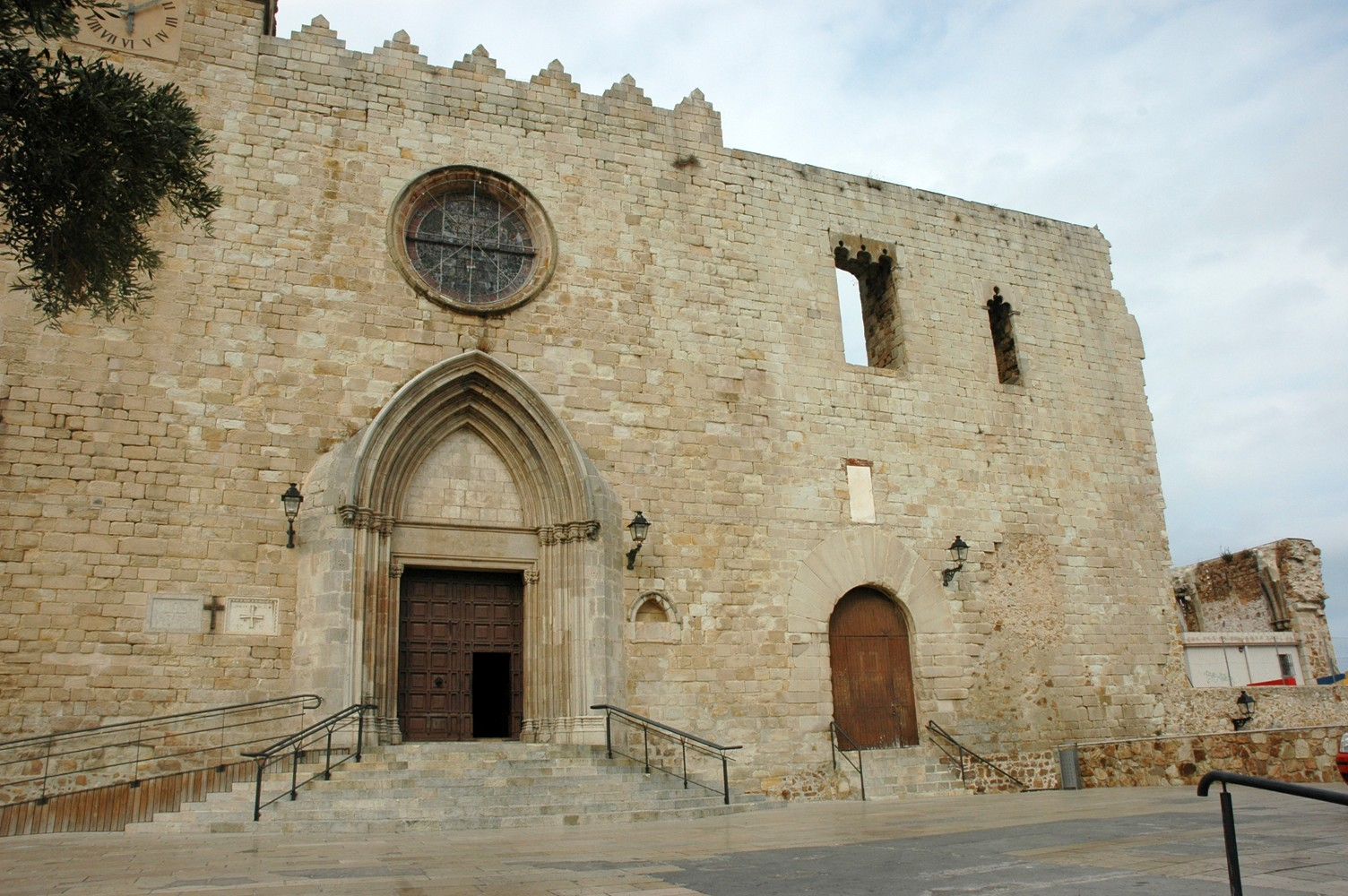
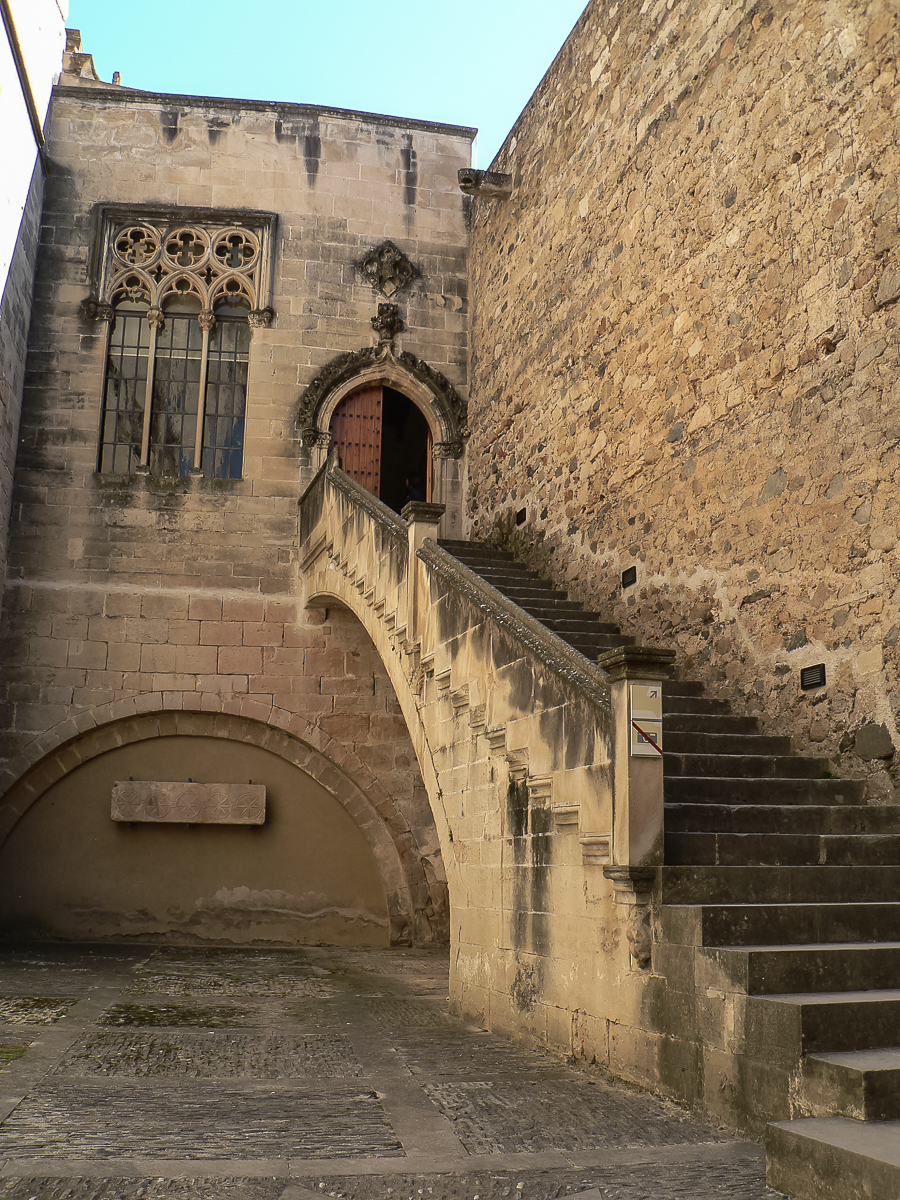
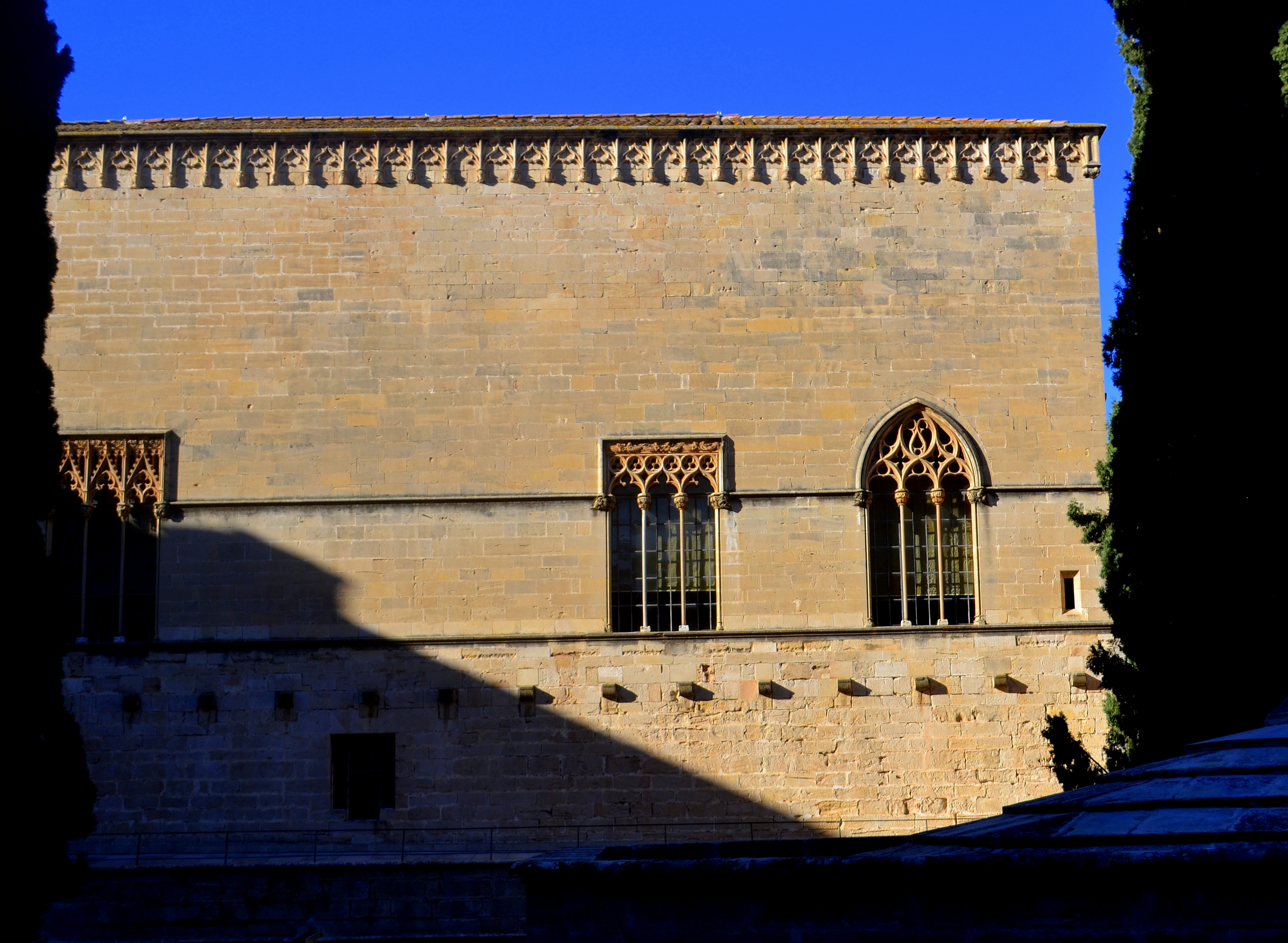

- Façana antiga de l'ajuntament de Barcelona - Part esquerra
- Façana antiga de l'ajuntament de Barcelona - Part dreta
- Façana del castell-palau dels Cabrera a Blanes adossat a l'església
- Escala i entrada del Palau del Rei Martí de Poblet
- Façana del Palau del Rei Martí